# Vụ đánh bom tại Baghdad 2015
Vụ đánh bom tại Baghdad 2015 là vụ đánh bom xe diễn ra vào ngày 13 tháng 8 năm 2015 tại một ngôi chợ ở Sadr City nhằm vào các khu phố của người Hồi giáo Shia.

## Tấn công
Ngày 13 tháng 8 năm 2015, khoảng 06:00 giờ địa phương (03:00 UTC), quả bom trong một chiếc xe tải đã phát nổ. Tính đến ngày 13 tháng 8, ít nhất 76 người đã thiệt mạng và hơn 200 người khác bị thương trong vụ đánh bom.

## Trách nhiệm
Nhà nước Hồi giáo Iraq và Levant (ISIL) đã nhận trách nhiệm về vụ đánh bom liều chết, nhằm vào "những kẻ bội giáo", với ý nhắc đến người Hồi giáo dòng Shia. Chúng gọi đây là hành động trả thù vụ sát hại người Hồi giáo dòng Sunni ở thị trấn Hawija, miền bắc Iraq, và cho biết đã sử dụng khoảng ba tấn thuốc nổ.

## Hậu quả
Để đối phó với các cuộc tấn công, người dân địa phương đã tấn công cảnh sát và các lực lượng an ninh, đổ lỗi cho chính phủ vì để tiếp tục xảy ra vụ tấn công ở Baghdad.
Nghị sĩ Hakim al-Zamili, người đứng đầu ủy ban an ninh và quốc phòng của quốc hội Iraq đã kêu gọi xem xét các thủ tục an ninh, bao gồm cả việc thành lập các đội tuần tra địa phương, cũng như tăng cường khả năng tình báo của nước này.